# Sainte-Honorine-la-Guillaume
Sainte-Honorine-la-Guillaume är en kommun i departementet Orne i regionen Normandie i nordvästra Frankrike. Kommunen ligger i kantonen Putanges-Pont-Écrepin som tillhör arrondissementet Argentan. År 2022 hade Sainte-Honorine-la-Guillaume 348 invånare.

## Befolkningsutveckling
Antalet invånare i kommunen Sainte-Honorine-la-Guillaume
| Referens: INSEE |